# Pilatus (góra)
Pilatus (fr. Le Pilatus albo Le Pilate) – rozległy masyw górski w Alpach Urneńskich, części Alp Zachodnich. Leży w Szwajcarii na granicy kantonów Obwalden, Lucerna i Nidwalden. Góruje nad Jeziorem Czterech Kantonów. Zamykając od strony południowej panoramę widoczną z Lucerny, stanowi charakterystyczną dominantę w krajobrazie centralnej Szwajcarii.

## Geologia – morfologia
Najwyższym wzniesieniem w masywie jest Pilatus Kulm (2137 m n.p.m.). W grani szczytowej wyróżnia się jeszcze szczyty: Tomlishorn (2132 m n.p.m.), Oberhaupt (2106 m n.p.m.) i Esel (2118 m n.p.m.).

## Nazwa
Pierwotnie górę w miejscowym dialekcie nazywano Frakmont lub Frakmünt. Z łacińskiego mons fractus oznacza to Potrzaskana Góra lub Rozbita Góra i niewątpliwie nawiązuje do bardzo rozczłonkowanej rzeźby masywu.
Aktualna nazwa „Pilatus” jest z kolei związana z liczącą wiele wieków legendą, według której zwłoki Poncjusza Piłata, byłego rządcy Judei, zostały wrzucone do niewielkiego jeziora na tej dzikiej i niedostępnej górze.

## Historia
Przypuszcza się, że już celtyccy pasterze wypasali w masywie Pilatusa swoje stada. Tym niemniej, góra pojawia się w źródłach pisanych dopiero w XIII w. W późniejszych czasach, na skutek funkcjonowania legendy o Piłacie Poncjuszu, szczyt uważany był za przeklęty (czy też raczej nawiedzony) i wstęp nań był zakazany (Piłat miał się tu pokazywać w każdy Wielki Piątek, by obmyć swe ręce z krwi Jezusa – każdy, kto go wtedy ujrzał miał umrzeć tego samego roku). Zanim Konrad Gesner, XVI-wieczny naturalista i botanik, w 1555 r. przedsięwziął ekspedycję na tę górę, musiał uzyskać specjalne pozwolenie od ówczesnego burmistrza Lucerny, Nicolasa von Meggen. Gessner zamieścił opis góry w wydanej później książce pt. „Descriptio Montis Fracti”.

## Przyroda ożywiona
Roślinność masywu jest bardzo bogata. Rośnie tu ponad 900 gatunków roślin naczyniowych. Pierwsze 40 gatunków roślin z masywu Pilatusa zidentyfikował w 1555 r. Konrad Gesner. W książce pt. „Descriptio Montis Fracti” opisał m.in. występujące tam: ciemiężycę zieloną, dębik ośmiopłatkowy, dziewięćsił bezłodygowy, zawilce, rododendrony, szereg skalnic i cztery gatunki goryczek.
Bogata jest również fauna masywu, żyją tu m.in. koziorożce i kozice.

## Turystyka
Od czasu rozprawienia się z legendą i zdjęcia z masywu Pilatusa odium „góry przeklętej”, jej szczyt zaczął być coraz częściej odwiedzany. Zasłynął zwłaszcza z doskonałej, rozległej panoramy. Odwiedził go m.in. słynny kompozytor Richard Wagner (w 1859 r.), Wiktoria, królowa Anglii (konno), Jan Karol, król Hiszpanii i Lincoln Ellsworth, badacz Antarktyki.
Liczba gości na szczycie gwałtownie wzrosła od chwili oddania do użytku w 1889 r. kolei zębatej Pilatusbahn (o największym nachyleniu torów na świecie!) z Alpnachstad na Pilatus Kulm.